# 渡部あきのり
渡部 あきのり（わたなべ あきのり、本名：渡部 信宣、1985年7月10日 - ）は、日本の元プロボクサー。埼玉県・北葛飾郡杉戸町出身。第50代日本ウェルター級王者。第37代OPBF東洋太平洋ウェルター級王者。第17代PABAスーパーウェルター級王者。元日本スーパーウェルター級暫定王者。第37代OPBF東洋太平洋スーパーウェルター級王者。

## 概要
牛若丸 あきべぇ（うしわかまる あきべぇ）のリングネームを使用していたことがある。現役時代は協栄ボクシングジム→野口ボクシングジム→角海老宝石ボクシングジム所属。
高校の同期に岩渕真也、先輩に内山高志がいる。同い年であるロンドンオリンピック金メダリスト村田諒太は親友。目標のボクサーとして協栄ジムの先輩鬼塚勝也を挙げている。

## 来歴

### ボクサー時代
ボクシングの名門校である花咲徳栄高等学校ボクシング部出身。インターハイ準優勝の実績がある。
高校在学中に協栄ジムに入門し、卒業直前の2004年2月16日に本名の「渡部信宣」でプロデビュー。デビュー戦を4R判定勝ちで飾る。
2005年9月27日、東日本ウェルター級新人王トーナメント準決勝で前川洋昭（帝拳）に対し2回KOで勝利。その後、予定されていた決勝戦の対戦相手が棄権したことによる昇格で、東日本ウェルター級新人王を獲得した。
2005年12月18日、細川貴之（六島）に2RKO勝利を収めて全日本ウェルター級新人王となり、MVPに選ばれた。
2006年3月下旬、新人王獲得のご褒美としてパウンド・フォー・パウンド最強といわれるフロイド・メイウェザー・ジュニアとスパーリングさせてもらえるチャンスを得た。
「江戸乃牛若丸」のニックネームで当時協栄ジムのジムメイトだった亀田興毅や亀田大毅の前座を務め、2006年6月に正式に亀田史郎に弟子入り。練習メニューのほとんどを亀田兄弟と共にこなすようになる。リングネームを「牛若丸あきべぇ」に変更した。
2006年11月20日、インドネシアウェルター級2位のシャムスル・ヒダヤットを初回TKOで破り、日本ウェルター級1位にランクアップした。2007年4月に日本タイトルに初挑戦する予定だったが、対戦を回避した。
2007年6月、亀田一家から“卒業”し、協栄ジムでのトレーニングに復帰。9月17日にWBA世界ウェルター級11位のファルカド・バキロフ（ウズベキスタン）と対戦。8回TKO勝ちを収め、浜田剛史が従来持っていた日本人選手の連続KO勝ち記録（15連続KO）と並ぶタイ記録を達成する。
2007年12月6日、日本ウェルター級王者湯場忠志（都城レオ）と対戦し、1回に湯場からダウンを奪うもすぐに2度倒し返され、1回1分30秒KO負け。日本タイトル初挑戦は失敗した。
2008年4月21日、日本ウェルター級5位の上石剛（コーエイ工業小田原）を相手に再起戦を行うが、1回2分41秒TKO負け。
2008年10月8日、この年からA級トーナメントから変わった日本タイトル挑戦権獲得トーナメント「最強後楽園」ウェルター級決勝で、日本同級6位の中川大資（帝拳）に3回TKO負けを喫し3連敗となった。日本ウェルター級9位にランクは下がり、この年の11月、リングネームを「渡部あきのり」に変更した。
2009年6月14日、日本ウェルター級8位として日本ミドル級6位の古川明裕（ワールドスポーツ）と71.0kg契約10回戦を行った。初回に左ストレートでダウンを奪って攻勢をとり、4回にカウンターの右フックで再び古川をダウンさせたところでタオルが投入され、この回KO勝利で再起に成功した。
2009年8月22日、レイジングバトル70.0kg契約準決勝で日本ウェルター級7位として海老根範充（国際）と対戦し、初回KO勝利を収めた。
2009年10月23日、同トーナメント決勝で日本ウェルター級6位として日本ミドル級5位の岳たかはし（新田）と対戦。2-0（39-37、39-38、38-38）の判定勝利で優勝を収め、MVPも獲得した。
2010年2月22日、OPBF東洋太平洋ミドル級11位・日本ウェルター級6位として、OPBF東洋太平洋スーパーウェルター級8位・日本スーパーウェルター級4位の湯場忠志と2年2か月ぶりの再戦をスーパーウェルター級8回戦で行い、2回からは試合を優位に進めたが、5回に左アッパーからの連打を受け、この回TKO負けを喫した。
2010年6月24日、2年ぶり2度目の出場となった日本タイトル挑戦権獲得トーナメントウェルター級準決勝で日本ウェルター級8位として日本ウェルター級10位の出田裕一（ヨネクラ）と対戦し、最終6回TKO勝利を収めて再起に成功した。同年9月5日、同トーナメント決勝で日本ウェルター級8位として日本ウェルター級6位の下川原雄大（角海老宝石）と対戦し、4回TKO勝利を収めて日本ウェルター級王座への挑戦権を獲得した。
2011年4月11日、日本ウエルター級王者でOPBF東洋太平洋ウエルター級王者の井上庸（ヤマグチ土浦）に挑戦し、2回に左ショート、右フックで2度のダウンを奪い、2回には右ストレートなどで3度のダウンを奪い、2回1分22秒、KO勝ち。日本王座とOPBF王座獲得に成功した。
2011年8月4日、後楽園ホールにて同級1位梁正勲（韓国）と対戦し、序盤から手数と強打で挑戦者を圧倒し、4回に左のボディーブロー1発で相手をマットに沈め4回KO勝利でOPBF東洋太平洋王座初防衛に成功した。
2011年11月1日、後楽園ホールにて日本ウェルター級8位・OPBF東洋太平洋ウェルター級6位の庄司恭一郎（戸高秀樹）の挑戦を受け、左へ回ろうとした挑戦者のガードが一瞬下がった瞬間に、チャンピオンのノーモーションの右フックが入り挑戦者が頭からリングに崩れ落ち、ノーカウントで試合終了。日本王座は初防衛、OPBF王座2度目の防衛に成功した。
2012年3月27日、後楽園ホールにてOPBF東洋太平洋ウェルター級2位・日本ウェルター級1位の斉藤幸伸丸（輪島功一スポーツ）と対戦し、4回 終了時公開採点ではチャンピオンリードだったが、中盤から猛烈に挑戦者が挽回していき8回終了では2者がイーブン、1者は挑戦者に1ポイント差でリードを付けられ9回、10回は完全に挑戦者がペースを持っていき迎えた11回、チャンピオンの左ストレートが命中し逆転の11回TKO勝利で日本王座は2度目、OPBF王座3度目の防衛に成功した。
2012年7月8日、神奈川県横浜市の横浜文化体育館で日本ウェルター級10位の山川和風（金子）と対戦し、挑戦者が息切れしたところをコーナーに追い込み左右のフックを浴びせ6回TKO勝ちで日本王座の3度目の防衛に成功した。
2012年11月19日、WBC世界スーパーライト級1位のプラウェート・シンワンチャー（タイ）と戦い序盤から距離を意識し大振りをしないように注意しながらの戦いプラウェートの圧力でロープを背負う場面があったものの相手の打ち終わりにパンチを合わせ5回に左のカウンターでダウンを奪い、中盤以降も冷静に戦い、終わってみれば3-0の大差判定でOPBF東洋太平洋王座4度目の防衛に成功すると同時に世界ランク入りを確実にした。
2012年11月26日、日本ウェルター級王座を返上した。
2012年12月6日、WBC世界ウェルター級10位にランクインされた。
2013年3月18日、OPBF東洋太平洋ウェルター級7位のコブラ諏訪（ピューマ渡久地）と対戦し、試合が始まると計量疲れの様子はあまり見られず、初回に早くも左ストレートでダウンを奪い2回に入ると試合は早くもワンサイド4回終了時点の途中採点で三者ともに3-0（40-35×3）のフルマークで5回に大量の鼻血と顔面からカットして血だるまになり6回には挑戦者の動きがスローになった所で見かねたレフェリーが試合をストップし6回TKO勝ちで5度目の防衛に成功した。前日計量で1.4kgオーバーで現れ超過分をサウナで一気に落とすという荒行で脱水症状になったが、2回目の計量でリミットを200グラム下回る66.4kgでパスし計量失敗での王座はく奪の危機は免れ予定通りに試合が行われた。
2013年7月30日、OPBF東洋太平洋ウェルター級王座を返上した上、野口ジムへ移籍。
2013年11月19日、韓国・済州島の済州グランドホテルコンベンションホールにて亀田興毅の前座でPABAスーパーウェルター級王者ダニエル・ドーソンのスーパー王座認定に伴い郭京錫（韓国）とPABA同級王座決定戦を行い、4回終了時TKO勝ちを収め王座を獲得し日本人初のPABA王者となった。
2013年12月12日、WBAは渡部をWBA世界スーパーウェルター級15位にランクインした。
2014年6月1日、WBAは渡部はWBA世界スーパーウェルター級ランキングから除外した。
2015年4月16日、後楽園ホールでOPBF東洋太平洋ウェルター級2位のアーネル・ティナンパイとスーパーウェルター級8回戦を行い、8回3-0（2者が77-74、78-73）の判定勝ちを収めた。
2015年7月30日、後楽園ホールでギャティサック・シッサイトーンと67.0kg契約8回戦を行う予定だったが、前日計量で渡部が契約体重を3.2kg超過の70.2kgを計測し体重超過。試合は初回に渡部がギャティサックから3度ダウンを奪い初回1分22秒KO勝ちを収めた。
2015年11月2日、後楽園ホールで行われた最強後楽園ミリオンマッチウェルター級決勝で有川稔男と対戦し、6回16秒TKO負けを喫し日本王者高山樹延への挑戦権獲得に失敗した。
2016年6月29日、JBCは渡部を日本ランキングから除外した。
2016年8月8日、OPBFは渡部をOPBFランキングから除外した。
2016年8月28日、野口ジムから角海老宝石ジムに移籍した。
2017年1月14日、後楽園ホールで行われた「第557回ダイナミックグローブ」で日本スーパーウェルター級3位の井上岳志とスーパーウェルター級8回戦を行い、8回0-3（74-78×2、73-79）の判定負けを喫し再起に失敗した。
2017年5月8日、後楽園ホールで行われた「角海老ボクシング」でOPBF東洋太平洋ミドル級10位のマキシ・ナハクとスーパーウェルター級8回戦を行い、2回2分53秒TKO勝ちを収め再起した。
2017年5月29日、JBCは渡部を日本スーパーウェルター級10位にランクインした。
2017年8月4日、OPBFは渡部をOPBF東洋太平洋スーパーウェルター級7位にランクインした。
2017年11月4日、後楽園ホールで行われた「ダイナミックグローブ」でデニス・パドゥアとスーパーウェルター級8回戦を行い、初回1分13秒KO勝ちを収めた。
2017年12月15日、エカテリンブルクでWBO世界スーパーウェルター級1位でWBOインターナショナルスーパーウェルター級王者のマゴメド・クルバノフと対戦し、WBOインターナショナル王座の獲得を目指したが8回1分15秒TKO負けを喫し王座獲得に失敗した。。
2018年4月7日、後楽園ホールで元OPBFスーパーウェルター級王者のラーチャシー・シットサイトーンとスーパーウェルター級8回戦を行い、3-0（78-74,78-74,80-73）の判定勝ちを収めた。
2018年8月24日、後楽園ホールで日本スーパーウェルター級王者の新藤寛之の怪我により設置された日本同級暫定王座をかけて日本同級2位の丸木凌介と対戦し、1回2分51秒TKO勝ちを収め日本王座の2階級制覇を達成した。
2018年12月20日、後楽園ホールで日本スーパーウェルター級正規王者の新藤寛之と日本同級王座統一戦を行ったが、10回1-1（96-94、94-96、95-95）の判定で引き分けとなった。
2019年3月13日、OPBF東洋太平洋スーパーウェルター級王座に挑戦するため、日本同級暫定王座を返上した。
2019年8月11日、韓国ソウルのグランドヒルトンホテルでOPBF東洋太平洋スーパーウェルター級王者の李鄭敬とタイトルマッチを戦い、10回TKO勝ちを収め王座を獲得、OPBF王座の2階級制覇を達成した。1988年12月4日に韓国・光州でスーパーライト級王座の奪取に成功した伊藤直樹以来30年8か月ぶりとなる日本ジム所属男子プロボクサーによる海外での東洋太平洋王座奪取となった。
2019年12月16日、後楽園ホールでOPBF東洋太平洋スーパーウェルター級8位シティデット・バンティを相手に防衛戦を行い、2回1分46秒KO勝ちを収め、初防衛に成功した。
2020年10月14日、ジムにより引退が発表された。新型コロナウイルス感染症の拡大やスーパーウェルター級の選手不足などで試合が決まりにくく、モチベーションやパフォーマンスが維持できなくなったという。また、同日付けで王座を返上した。

### キックボクシング
2022年12月18日、KINGDAMで江畑秀範とキックボクシングルールで対戦し、判定負けを喫した。
2023年5月21日、BreakingDown 8にあきべぇ名義で出場。細川貴之（ほっそん）と約18年ぶりに再戦。キックボクシングルールでの再戦となったが、延長の末0-5の判定負けを喫し細川の雪辱を許した。

## 戦績
- アマチュアボクシング：20戦15勝 (6KO・RSC) 5敗
- プロボクシング：47戦39勝 (33KO) 7敗1分

| 戦           | 日付           | 勝敗 | 時間     | 内容     | 対戦相手                           | 国籍           | 備考                                                    |
| ------------ | -------------- | ---- | -------- | -------- | ---------------------------------- | -------------- | ------------------------------------------------------- |
| 1            | 2004年2月16日  | ☆    | 4R       | 判定 3-0 | 大川泰弘（オークラ）               | 日本           | プロデビュー戦                                          |
| 2            | 2004年10月18日 | ☆    | 1R 2:15  | KO       | 田辺修輔（ジャパンスポーツ）       | 日本           |                                                         |
| 3            | 2005年6月14日  | ☆    | 1R 2:00  | TKO      | 飯塚ひろき（高崎）                 | 日本           | 東日本ウェルター級新人王トーナメント予選                |
| 4            | 2005年8月5日   | ☆    | 1R 1:29  | KO       | 神宮寺一朝（ワタナベ）             | 日本           | 東日本ウェルター級新人王トーナメント準々決勝            |
| 5            | 2005年9月27日  | ☆    | 2R 1:17  | KO       | 前川洋昭（帝拳）                   | 日本           | 東日本ウェルター級新人王トーナメント準決勝              |
| 6            | 2005年12月18日 | ☆    | 2R 1:10  | KO       | 細川貴之（六島）                   | 日本           | 全日本ウェルター級新人王決定戦                          |
| 7            | 2006年3月8日   | ☆    | 2R 2:33  | TKO      | 西川和孝（中外）                   | 日本           |                                                         |
| 8            | 2006年5月5日   | ☆    | 8R 1:35  | KO       | ルイス・オカモト（相模原ヨネクラ） | ブラジル       |                                                         |
| 9            | 2006年8月2日   | ☆    | 1R 1:02  | KO       | 千然宇                             | 韓国           |                                                         |
| 10           | 2006年9月27日  | ☆    | 1R 2:31  | KO       | 金燦鐘                             | 韓国           |                                                         |
| 11           | 2006年11月20日 | ☆    | 1R 1:10  | TKO      | シャムスル・ヒダヤット             | インドネシア   |                                                         |
| 12           | 2007年2月23日  | ☆    | 1R 1:15  | KO       | ジョコー・トゥンガル               | インドネシア   |                                                         |
| 13           | 2007年3月24日  | ☆    | 1R 0:30  | KO       | マルコ・トゥフムリー               | インドネシア   |                                                         |
| 14           | 2007年4月30日  | ☆    | 4R 2:23  | KO       | ダルシム・ナンガラ                 | インドネシア   |                                                         |
| 15           | 2007年5月23日  | ☆    | 2R 1:50  | KO       | ジャック・マカン                   | インドネシア   |                                                         |
| 16           | 2007年9月17日  | ☆    | 8R 2:28  | TKO      | ファルカド・バキロフ               | ウズベキスタン |                                                         |
| 17           | 2007年12月6日  | ★    | 1R 1:30  | KO       | 湯場忠志（都城レオスポーツ）       | 日本           | 日本ウェルター級タイトルマッチ                          |
| 18           | 2008年4月21日  | ★    | 1R 2:41  | TKO      | 上石剛（コーエイ小田原）           | 日本           |                                                         |
| 19           | 2008年10月8日  | ★    | 3R 1:44  | TKO      | 中川大資（帝拳）                   | 日本           | 日本タイトル挑戦権獲得トーナメントウェルター級決勝戦    |
| 20           | 2009年6月14日  | ☆    | 4R 0:38  | KO       | 古川明裕（ワールド日立）           | 日本           |                                                         |
| 21           | 2009年8月22日  | ☆    | 1R 1:06  | KO       | 海老根範充（国際）                 | 日本           | レイジングバトル70.0kg契約準決勝                        |
| 22           | 2009年10月23日 | ☆    | 4R       | 判定 2-0 | 岳たかはし（新田）                 | 日本           | レイジングバトル70.0kg契約決勝                          |
| 23           | 2010年2月22日  | ★    | 5R 1:05  | TKO      | 湯場忠志（都城レオスポーツ）       | 日本           |                                                         |
| 24           | 2010年6月24日  | ☆    | 6R 0:58  | TKO      | 出田裕一（ヨネクラ）               | 日本           | 日本タイトル挑戦権獲得トーナメントウェルター級準決勝    |
| 25           | 2010年9月5日   | ☆    | 4R 1:35  | TKO      | 下川原雄大（角海老宝石）           | 日本           | 日本タイトル挑戦権獲得トーナメントウェルター級決勝      |
| 26           | 2011年4月11日  | ☆    | 2R 1:22  | KO       | 井上庸（ヤマグチ土浦）             | 日本           | 日本・OPBFウェルター級タイトルマッチ                    |
| 27           | 2011年8月4日   | ☆    | 4R 2:46  | KO       | 梁正勲                             | 韓国           | OPBF防衛1                                               |
| 28           | 2011年11月1日  | ☆    | 4R 1:32  | TKO      | 庄司恭一郎（戸高秀樹）             | 日本           | 日本王座防衛1・OPBF防衛2                                |
| 29           | 2012年3月27日  | ☆    | 11R 1:59 | TKO      | 斉藤幸伸丸（輪島功一スポーツ）     | 日本           | 日本王座防衛2・OPBF防衛3                                |
| 30           | 2012年7月8日   | ☆    | 6R 1:42  | TKO      | 山川和風（金子）                   | 日本           | 日本王座防衛3                                           |
| 31           | 2012年11月19日 | ☆    | 12R      | 判定 3-0 | プラウェート・シンワンチャー       | タイ           | OPBF防衛4                                               |
| 32           | 2013年3月18日  | ☆    | 6R 2:45  | TKO      | コブラ諏訪（ピューマ渡久地）       | 日本           | OPBF防衛5                                               |
| 33           | 2013年9月3日   | ☆    | 8R       | 判定 3-0 | ジェイピー・イグナシオ             | フィリピン     |                                                         |
| 34           | 2013年11月19日 | ☆    | 4R 終了  | TKO      | 郭京錫                             | 韓国           | PABAスーパーウェルター級王座決定戦                      |
| 35           | 2014年8月22日  | ☆    | 2R 2:38  | KO       | チャッチャイ・シッサイトーン       | タイ           |                                                         |
| 36           | 2015年4月16日  | ☆    | 8R       | 判定 3-0 | アーネル・ティナンパイ             | フィリピン     |                                                         |
| 37           | 2015年7月30日  | ☆    | 1R 2:21  | KO       | ギャティサック・シッサイトーン     | タイ           |                                                         |
| 38           | 2015年11月2日  | ★    | 6R 0:15  | TKO      | 有川稔男（川島）                   | 日本           | 最強後楽園ミリオンマッチ                                |
| 39           | 2017年1月14日  | ★    | 8R       | 判定 0-3 | 井上岳志（ワールドスポーツ）       | 日本           |                                                         |
| 40           | 2017年5月8日   | ☆    | 2R 2:53  | TKO      | マキシ・ナハク                     | インドネシア   |                                                         |
| 41           | 2017年11月4日  | ☆    | 1R 1:13  | KO       | デニス・パドゥア                   | フィリピン     |                                                         |
| 42           | 2017年12月15日 | ★    | 8R 1:15  | TKO      | マゴメド・クルバノフ               | ロシア         | WBOインターナショナルスーパーウェルター級タイトルマッチ |
| 43           | 2018年4月7日   | ☆    | 8R       | 判定 3-0 | ラーチャシー・シッサイトーン       | タイ           |                                                         |
| 44           | 2018年8月24日  | ☆    | 1R 2:51  | TKO      | 丸木凌介（天熊丸木）               | 日本           | 日本スーパーウェルター級暫定王座決定戦                  |
| 45           | 2018年12月20日 | △    | 10R      | 判定 1-1 | 新藤寛之（宮田）                   | 日本           | 日本スーパーウェルター級王座統一戦 日本王座防衛1        |
| 46           | 2019年8月11日  | ☆    | 10R      | TKO      | 李鄭敬                             | 韓国           | OPBF東洋太平洋スーパーウェルター級タイトルマッチ        |
| 47           | 2019年12月16日 | ☆    | 2R 1:46  | KO       | シティデット・バンティ             | タイ           | OPBF防衛1                                               |
| テンプレート |                |      |          |          |                                    |                |                                                         |

### アマチュアキックボクシング
| 勝敗 | 対戦相手 | 試合結果                     | 大会名         | 開催年月日     |
| ×    | ほっそん | 1分1R＋延長1R終了 判定0-5    | BreakingDown 8 | 2023年5月21日  |
| ×    | 江畑秀範 | 1分1R+延長30秒2R終了 判定0-3 | KINGDAM        | 2022年12月18日 |

## 獲得タイトル
- 第62回東日本ウェルター級新人王
- 第52回全日本ウェルター級新人王 (MVP)
- 第1回レイジングバトル70.0kg契約優勝 (MVP)
- 第3回日本タイトル挑戦権獲得トーナメントウェルター級優勝
- 第50代日本ウェルター級王座（防衛3＝返上）
- 第37代OPBF東洋太平洋ウェルター級王座（防衛5＝返上）
- 第17代PABAスーパーウェルター級王座（防衛0=返上）
- 日本スーパーウェルター級暫定王座（防衛1=返上）
- 第37代OPBF東洋太平洋スーパーウェルター級王者（防衛1=返上）